# Bel Kaufman
Bella « Bel » Kaufman (10 mai 1911 - 25 juillet 2014) est une écrivaine et professeure américaine, connue pour son roman à succès de 1964, Up the Down Staircase.
Ce roman a été adapté en 1967 au cinéma par Robert Mulligan sous le titre Escalier interdit.

## Enfance et débuts de carrière
Le père de Bella, Mikhail Y. Koyfman, devenu plus tard Michael Kaufman, est né en 1881 à Lipcani, en Bessarabie, à l'époque dans l'Empire russe, aujourd'hui en Moldavie. Il a publié ses premiers textes à Odessa en 1905 dans le périodique Unterweigns, des poésies et des feuilletons. Il étudie puis exerce la médecine à Berlin, où il épouse en 1909 Lyalya Kaufman (née Rabinowitz), deuxième fille aînée du célèbre écrivain yiddish, Cholem Aleichem. Bella Kaufman est née à Berlin en 1911. La famille retourne à Odessa, avant que Mikhail ne soit mobilisé dans l'armée russe.
Son père, médecin, publie sur des sujets médicaux sous le pseudonyme « Mikaelo » et continue ses activités littéraires : tous les vendredis, rue Richelie à Odessa, il reçoit des intellectuels juifs de la ville, comme Haïm Bialik, dont il traduit Shirey-Am en yiddish. Plus tard, restant médecin jusqu'à sa mort, en 1946, il continue de publier en lettres ou en médecine dans de nombreux journaux américains en langue yiddish : Vorverts, Fortshritt, ou Zukunft. 
Bel est la plus âgée de deux enfants. Son frère Sherwin est né neuf ans plus tard et est un médecin retraité, vivant à New York. La langue maternelle de Bel est le russe, et elle est élevée à Odessa et à Kiev (dans l'Ukraine actuelle). Enfant, elle publie son premier poème, "Printemps", dans un magazine d'Odessa.
En 1922, Kaufman, alors âgée de douze ans, et ses parents émigrent aux États-Unis. Sa famille et elle habitent à Newark, New Jersey. Sa mère s'est établie comme écrivain sous le nom de Lyalya Kaufman, écrivant en russe mais surtout en yiddish des histoires et sketches, plus de 2 000 au total, régulièrement publiés dans le Jewish Daily Forward (Forverts). Elle traduit aussi des pièces de Sholem Aleichem du yiddish en russe. Elle s'est cependant fait connaître et apprécier de milliers de lecteurs fidèles par ses brèves vignettes qui ont paru tous les lundis pendant une trentaine d'années dans Forverts.
Bel Kaufman commence à étudier l’anglais après être arrivée aux États-Unis, mais avec difficulté. À douze ans, elle va à l'école, où elle est placée avec des élèves de première année parce qu'elle ne sait pas l’anglais. Elle fréquente le Hunter College à New York, où elle obtient une Licence en 1934 après un baccalauréat ès arts. Elle attribue sa réussite à une professeure qui l'a aidée à comprendre l’anglais dans sa jeunesse, et qui lui a fait aimer la littérature anglaise. En 1936, Bel obtient un Master de littérature à l'Université Columbia.

## Carrière
Kaufman a commencé à travailler comme enseignante dans plusieurs lycées de New York. Elle écrivait alors à temps partiel, notamment des articles pour le magazine Esquire sous le nom raccourci de Bel Kaufman - Esquire n'acceptait alors que des manuscrits d'auteurs masculins.
En 1964, elle publie Up the Down Staircase, un roman sur une jeune licenciée en lettres qui devient professeure d'anglais dans un lycée de New York, et gère au quotidien les difficultés qu'elle rencontre avec ses collègues et ses élèves. Le livre était fondé sur ses expériences en enseignement. Up the Down Staircase est devenu un énorme succès et reste dans la liste du New York Times Best Seller pendant soixante-quatre semaines. Le livre est adapté au cinéma en 1967 puis devient une pièce de théâtre, qui est jouée cent fois à Broadway, off-Broadway et dans des productions itinérantes. L'ouvrage reste populaire au lycée et à l'université.
En 1979, Kaufman publie son deuxième roman, Love, etc., que la critique n'apprécie guère. Elle écrit ensuite plusieurs nouvelles, et continue d'enseigner à New York. Selon Pearson Education, Kaufman a écrit : “je n’aime pas écrire; en vérité, je déteste écrire, et je préfèrerais faire n’importe quoi d'autre. Mais la joie vient quand je m'approche de ce que je veux dire.”  
En 2011, à 99 ans, Bel Kaufman est embauchée par son alma mater Hunter College pour donner un cours sur l'humour juif. Elle fête ses cent ans durant son premier semestre et commente : « Je suis trop occupée pour vieillir. » Elle passait alors ses journées à écrire à son bureau de l’Upper East Side à Manhattan.

## Vie privée
Bel Kaufman épouse Sydney Goldstein en 1936 après avoir obtenu son diplôme de Columbia. Ils ont deux enfants : Jonathan (professeur d'informatique, aujourd'hui à la retraite) et Thea (psychologue). Ils divorcent dans les années 1960. Sydney Goldstein meurt en 2000. Bel a une petite fille, Susan Goldstein, professeure de mathématiques. Dans les années 1970, Bel épouse en secondes noces Sidney J. Gluck, son cadet de cinq ans, à qui elle reste mariée jusqu'à sa mort. 
Écrivaine acclamée, photographe, experte de la Chine et défenseure de l'intérêt public, Bel Kaufman dirige la Sholem Aleichem Memorial Foundation. En 2010, Kaufman célèbre son 99e anniversaire au mémorial de son célèbre grand-père, l'écrivain yiddish Cholem Aleichem. En juillet 2012, âgée de 101 ans, Bel écrivait encore. 
Bel Kaufman décède chez elle, à New York, le 25 juillet 2014, à l'âge de 103 ans. Son mari, Sidney Gluck, son frère Sherwin Kaufman, sa fille Thea Goldstein, son fils Jonathan Goldstein et sa petite-fille, Susan Goldstein , sont toujours vivants.

## Distinctions
Président honoraire de la faculté d'études yiddish de l'université Columbia 
Conseil d'administration de la Sholem Aleichem Memorial Foundation
Prix de l'Anti-Defamation League
Prix de l'Appel juif unifié 
Membre du Temple de la renommée du Hunter College